# Balaoan
Balaoan là một đô thị hạng 2 ở tỉnh La Union, Philippines. Theo điều tra dân số năm 2007, đô thị này có dân số år 39188 người trong.

## Các đơn vị hành chính
Balaoan được chia ra 36 barangay.
| - Apatut - Ar-arampang - Baracbac Este - Baracbac Oeste - Bet-ang - Bulbulala - Bungol - Butubut Este - Butubut Norte - Butubut Oeste - Butubut Sur - Cabuaan Oeste | - Calliat - Calungbuyan - Camiling - Guinaburan - Masupe - Nagsabaran Norte - Nagsabaran Sur - Nalasin - Napaset - Pagbennecan - Pagleddegan - Pantar Norte | - Pantar Sur - Pa-o - Almieda - Paraoir - Patpata - Dr. Camilo Osias - Sablut - San Pablo - Sinapangan Norte - Sinapangan Sur - Tallipugo - Antonino |